# GTAP

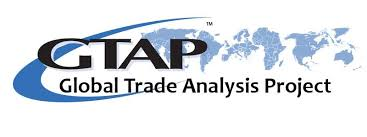
GAGP的标志

國際貿易分析模型（Global Trade Analysis Project），為美國普渡大學教授湯姆斯·赫特所發展。依據澳洲Impact計畫以及SALTER計畫為理論基礎的該模型，適用範圍為全球貿易分析。
GTAP架構以個別國家地區生產、消費、政府支出作為子模型，在輸入資料並折算各項參係數後，以量化數據描繪各國貿易關係。最後，並可將各子模型連結成多國多部門的均衡模型。該模型可供使用者，於貿易政策施行前，模擬標的國家或地區之國內生產毛額、社會福利、就業率、進出口等變化，並根據此分析規劃因應措施。

## 相關文獻
- 林幸君(2004)，全球貿易分析(GTAP) 資料庫演進與應用之探討，農業與經濟(32)，pp107-143